# المطبخ الأراغوني
المطبخ الأراغوني هو أطباق ومكونات من مطبخ منطقة أرغون المحلي الاسبانية.

## الأطباق و المكونات
واحد من أكثر الأطباق المتميزة في المطبخ التقليدي لأراغون هو لحم حمل مشوي (و يعد خصيصا مع لحم النعجة)، و يعرف بتيرناسكو. سمك القد المملح المستورد من مناطق أخرى من اسبانيا يستخدم تقليديا في بعض الأطباق مثل Albóndigas de bacalao . من أشهر المكونات الأساسية حيث تضم لحم الخنزير (jamón خامون [لفظها الاسباني] ) من طرويل، زيت الزيتون من إمبلتر و زيتون أربيكوينا، أصناف حلوة من البصل، وخضار غير اعتادية مثل حمحم مخزني وخرشوف سكوليمي.

## أنواع الخبز
- Pan de cinta
- Pan de pintera, pintadera or estrella
- Pan de cañada (bread with olive oil)
- Pan de San Jorge (Saint George bread)
- Regañao (pizza-like bread)
- Trenza (braided sweetbread)
- Culeca
- Torta de cañamones
- Chusco
- Pan dormido

## روابط خارجية
- Take a taste of Aragon